# Okręg wyborczy nr 5 do Sejmu Rzeczypospolitej Polskiej (1993–2001)
Okręg wyborczy nr 5 do Sejmu Rzeczypospolitej Polskiej (1993–2001) obejmował województwo bielskie. W ówczesnym kształcie został utworzony w 1993. Wybieranych było w nim 9 posłów w systemie proporcjonalnym.
Siedzibą okręgowej komisji wyborczej była Bielsko-Biała.

## Wyniki wyborów
| Podział 9 mandatów: SLD: 3 UP: 1 PSL: 1 UD: 2 KPN: 1 BBWR: 1 |

| Podział 9 mandatów: SLD: 2 UW: 2 AWS: 5 |

## Reprezentanci okręgu
| Sejm | Rok  | Poseł KW                                  | Poseł KW                                  | Poseł KW                                  | Poseł KW                                  | Poseł KW                                  | Poseł KW                                  | Poseł KW                                  | Poseł KW                                  | Poseł KW                                  | Poseł KW                                  | Poseł KW                                  | Poseł KW                                  | Poseł KW                                  | Poseł KW                                  | Poseł KW                                  | Poseł KW                                  | Poseł KW                                  | Poseł KW                                  |
| ---- | ---- | ----------------------------------------- | ----------------------------------------- | ----------------------------------------- | ----------------------------------------- | ----------------------------------------- | ----------------------------------------- | ----------------------------------------- | ----------------------------------------- | ----------------------------------------- | ----------------------------------------- | ----------------------------------------- | ----------------------------------------- | ----------------------------------------- | ----------------------------------------- | ----------------------------------------- | ----------------------------------------- | ----------------------------------------- | ----------------------------------------- |
| II   | 1993 |                                           | E. Spychalska SLD                         |                                           | G. Staniszewska UD (1993) UW (1997)       |                                           | K. Wilk KPN                               |                                           | Z. Pietrzykowski BBWR                     |                                           | A. Kobielusz SLD                          |                                           | T. Jedynak UP                             |                                           | T. Sabat PSL                              |                                           | W. Bułka SLD                              |                                           | G. Figura UD                              |
| II   | 1996 | J. Ślesak SLD                             |                                           |                                           | G. Staniszewska UD (1993) UW (1997)       |                                           | K. Wilk KPN                               |                                           | Z. Pietrzykowski BBWR                     |                                           | A. Kobielusz SLD                          |                                           | T. Jedynak UP                             |                                           | T. Sabat PSL                              |                                           | W. Bułka SLD                              |                                           | G. Figura UD                              |
| III  | 1997 |                                           | Z. Wawak AWS                              |                                           | G. Staniszewska UD (1993) UW (1997)       |                                           | S. Szwed AWS                              |                                           | J. Widzyk AWS                             |                                           | A. Kobielusz SLD                          | M. Sołtysiewicz AWS                       |                                           | M. Styczeń AWS                            |                                           | Z. Leraczyk UW                            | W. Bułka SLD                              |                                           |                                           |
| IV   | 2001 | okręg zniesiony – patrz okręgi nr 12 i 27 | okręg zniesiony – patrz okręgi nr 12 i 27 | okręg zniesiony – patrz okręgi nr 12 i 27 | okręg zniesiony – patrz okręgi nr 12 i 27 | okręg zniesiony – patrz okręgi nr 12 i 27 | okręg zniesiony – patrz okręgi nr 12 i 27 | okręg zniesiony – patrz okręgi nr 12 i 27 | okręg zniesiony – patrz okręgi nr 12 i 27 | okręg zniesiony – patrz okręgi nr 12 i 27 | okręg zniesiony – patrz okręgi nr 12 i 27 | okręg zniesiony – patrz okręgi nr 12 i 27 | okręg zniesiony – patrz okręgi nr 12 i 27 | okręg zniesiony – patrz okręgi nr 12 i 27 | okręg zniesiony – patrz okręgi nr 12 i 27 | okręg zniesiony – patrz okręgi nr 12 i 27 | okręg zniesiony – patrz okręgi nr 12 i 27 | okręg zniesiony – patrz okręgi nr 12 i 27 | okręg zniesiony – patrz okręgi nr 12 i 27 |

### Wybory parlamentarne 1993
| Komitet wyborczy                                      | Komitet wyborczy                                     | Głosów | %     | Mandaty | Wybrani posłowie                                                 |
| ----------------------------------------------------- | ---------------------------------------------------- | ------ | ----- | ------- | ---------------------------------------------------------------- |
|                                                       | Sojusz Lewicy Demokratycznej                         | 54 634 | 16,12 | 3       | Ewa Spychalska, Antoni Kobielusz, Władysław Bułka, Janusz Ślesak |
|                                                       | Unia Demokratyczna                                   | 48 924 | 14,44 | 2       | Grażyna Staniszewska, Grzegorz Figura                            |
|                                                       | Konfederacja Polski Niepodległej                     | 35 488 | 10,47 | 1       | Kazimierz Wilk                                                   |
|                                                       | Polskie Stronnictwo Ludowe                           | 34 199 | 10,09 | 1       | Tadeusz Sabat                                                    |
|                                                       | Katolicki Komitet Wyborczy „Ojczyzna”                | 31 406 | 9,27  | –       |                                                                  |
|                                                       | Bezpartyjny Blok Wspierania Reform                   | 27 336 | 8,07  | 1       | Zbigniew Pietrzykowski                                           |
|                                                       | Niezależny Samorządny Związek Zawodowy „Solidarność” | 22 248 | 6,57  | –       |                                                                  |
|                                                       | Unia Pracy                                           | 20 019 | 5,91  | 1       | Tadeusz Jedynak                                                  |
|                                                       | Kongres Liberalno-Demokratyczny                      | 15 910 | 4,70  | –       |                                                                  |
|                                                       | Porozumienie Centrum                                 | 13 182 | 3,89  | –       |                                                                  |
|                                                       | Unia Polityki Realnej                                | 12 071 | 3,56  | –       |                                                                  |
|                                                       | Partia X                                             | 7693   | 2,27  | –       |                                                                  |
|                                                       | Koalicja dla Rzeczypospolitej                        | 7057   | 2,08  | –       |                                                                  |
|                                                       | Polskie Stronnictwo Ludowe – Porozumienie Ludowe     | 5671   | 1,67  | –       |                                                                  |
|                                                       | Ojczyzna – Lista Polska                              | 1871   | 0,55  | –       |                                                                  |
|                                                       | NOT Stowarzyszenia Techniczne                        | 1131   | 0,33  | –       |                                                                  |
| Frekwencja: 55,34% Źródło: Państwowa Komisja Wyborcza |                                                      |        |       |         |                                                                  |

Poniższa tabela przedstawia podział mandatów dla komitetów wyborczych na podstawie uzyskanych głosów, a następnie obliczonych ilorazów wyborczych na podstawie metody D’Hondta.
| Podział mandatów dla komitetów wyborczych na podstawie metody D’Hondta | Podział mandatów dla komitetów wyborczych na podstawie metody D’Hondta | Podział mandatów dla komitetów wyborczych na podstawie metody D’Hondta | Podział mandatów dla komitetów wyborczych na podstawie metody D’Hondta | Podział mandatów dla komitetów wyborczych na podstawie metody D’Hondta | Podział mandatów dla komitetów wyborczych na podstawie metody D’Hondta | Podział mandatów dla komitetów wyborczych na podstawie metody D’Hondta | Podział mandatów dla komitetów wyborczych na podstawie metody D’Hondta | Podział mandatów dla komitetów wyborczych na podstawie metody D’Hondta | Podział mandatów dla komitetów wyborczych na podstawie metody D’Hondta | Podział mandatów dla komitetów wyborczych na podstawie metody D’Hondta |
| Komitet wyborczy                                                       | Komitet wyborczy                                                       | Liczba głosów                                                          | Iloraz wyborczy                                                        | Iloraz wyborczy                                                        | Iloraz wyborczy                                                        | Iloraz wyborczy                                                        | Iloraz wyborczy                                                        | Iloraz wyborczy                                                        | Mandaty                                                                | TP                                                                     |
| Komitet wyborczy                                                       | Komitet wyborczy                                                       | Liczba głosów                                                          | /1                                                                     | /2                                                                     | /3                                                                     | /4                                                                     | ...                                                                    | /9                                                                     | Mandaty                                                                | TP                                                                     |
| ---------------------------------------------------------------------- | ---------------------------------------------------------------------- | ---------------------------------------------------------------------- | ---------------------------------------------------------------------- | ---------------------------------------------------------------------- | ---------------------------------------------------------------------- | ---------------------------------------------------------------------- | ---------------------------------------------------------------------- | ---------------------------------------------------------------------- | ---------------------------------------------------------------------- | ---------------------------------------------------------------------- |
|                                                                        | Sojusz Lewicy Demokratycznej                                           | 54 634                                                                 | 54 634                                                                 | 27 317                                                                 | 18 211                                                                 | 13 659                                                                 | ...                                                                    | 6070                                                                   | 3                                                                      | 2,23                                                                   |
|                                                                        | Unia Demokratyczna                                                     | 48 924                                                                 | 48 924                                                                 | 24 462                                                                 | 16 308                                                                 | 12 231                                                                 | ...                                                                    | 5436                                                                   | 2                                                                      | 2,00                                                                   |
|                                                                        | Konfederacja Polski Niepodległej                                       | 35 488                                                                 | 35 488                                                                 | 17 744                                                                 | 11 829                                                                 | 8872                                                                   | ...                                                                    | 3943                                                                   | 1                                                                      | 1,45                                                                   |
|                                                                        | Polskie Stronnictwo Ludowe                                             | 34 199                                                                 | 34 199                                                                 | 17 100                                                                 | 11 400                                                                 | 8550                                                                   | ...                                                                    | 3800                                                                   | 1                                                                      | 1,40                                                                   |
|                                                                        | Bezpartyjny Blok Wspierania Reform                                     | 27 336                                                                 | 27 336                                                                 | 13 668                                                                 | 9112                                                                   | 6834                                                                   | ...                                                                    | 3037                                                                   | 1                                                                      | 1,12                                                                   |
|                                                                        | Unia Pracy                                                             | 20 019                                                                 | 20 019                                                                 | 10 010                                                                 | 6673                                                                   | 5005                                                                   | ...                                                                    | 2224                                                                   | 1                                                                      | 0,82                                                                   |
| Ogółem                                                                 | Ogółem                                                                 | 220 600                                                                | —                                                                      | —                                                                      | —                                                                      | —                                                                      | —                                                                      | —                                                                      | 9                                                                      | 9                                                                      |

### Wybory parlamentarne 1997
| Komitet wyborczy                                      | Komitet wyborczy                          | Głosów  | %     | Mandaty | Wybrani posłowie                                                                     |
| ----------------------------------------------------- | ----------------------------------------- | ------- | ----- | ------- | ------------------------------------------------------------------------------------ |
|                                                       | Akcja Wyborcza Solidarność                | 154 958 | 43,01 | 5       | Zbigniew Wawak, Stanisław Szwed, Jerzy Widzyk, Marian Sołtysiewicz, Mirosław Styczeń |
|                                                       | Sojusz Lewicy Demokratycznej              | 75 880  | 21,06 | 2       | Antoni Kobielusz, Władysław Bułka                                                    |
|                                                       | Unia Wolności                             | 56 159  | 15,59 | 2       | Grażyna Staniszewska, Zbigniew Leraczyk                                              |
|                                                       | Polskie Stronnictwo Ludowe                | 17 388  | 4,83  | –       |                                                                                      |
|                                                       | Ruch Odbudowy Polski                      | 17 295  | 4,80  | –       |                                                                                      |
|                                                       | Unia Pracy                                | 13 762  | 3,82  | –       |                                                                                      |
|                                                       | Krajowe Porozumienie Emerytów i Rencistów | 6970    | 1,93  | –       |                                                                                      |
|                                                       | Krajowa Partia Emerytów i Rencistów       | 6108    | 1,70  | –       |                                                                                      |
|                                                       | Blok dla Polski                           | 5937    | 1,65  | –       |                                                                                      |
|                                                       | Unia Prawicy Rzeczypospolitej             | 5390    | 1,50  | –       |                                                                                      |
|                                                       | Polska Wspólnota Narodowa                 | 408     | 0,11  | –       |                                                                                      |
| Frekwencja: 56,15% Źródło: Państwowa Komisja Wyborcza |                                           |         |       |         |                                                                                      |

Poniższa tabela przedstawia podział mandatów dla komitetów wyborczych na podstawie uzyskanych głosów, a następnie obliczonych ilorazów wyborczych na podstawie metody D’Hondta.
| Podział mandatów dla komitetów wyborczych na podstawie metody D’Hondta | Podział mandatów dla komitetów wyborczych na podstawie metody D’Hondta | Podział mandatów dla komitetów wyborczych na podstawie metody D’Hondta | Podział mandatów dla komitetów wyborczych na podstawie metody D’Hondta | Podział mandatów dla komitetów wyborczych na podstawie metody D’Hondta | Podział mandatów dla komitetów wyborczych na podstawie metody D’Hondta | Podział mandatów dla komitetów wyborczych na podstawie metody D’Hondta | Podział mandatów dla komitetów wyborczych na podstawie metody D’Hondta | Podział mandatów dla komitetów wyborczych na podstawie metody D’Hondta | Podział mandatów dla komitetów wyborczych na podstawie metody D’Hondta | Podział mandatów dla komitetów wyborczych na podstawie metody D’Hondta | Podział mandatów dla komitetów wyborczych na podstawie metody D’Hondta | Podział mandatów dla komitetów wyborczych na podstawie metody D’Hondta |
| Komitet wyborczy                                                       | Komitet wyborczy                                                       | Liczba głosów                                                          | Iloraz wyborczy                                                        | Iloraz wyborczy                                                        | Iloraz wyborczy                                                        | Iloraz wyborczy                                                        | Iloraz wyborczy                                                        | Iloraz wyborczy                                                        | Iloraz wyborczy                                                        | Iloraz wyborczy                                                        | Mandaty                                                                | TP                                                                     |
| Komitet wyborczy                                                       | Komitet wyborczy                                                       | Liczba głosów                                                          | /1                                                                     | /2                                                                     | /3                                                                     | /4                                                                     | /5                                                                     | /6                                                                     | ...                                                                    | /9                                                                     | Mandaty                                                                | TP                                                                     |
| ---------------------------------------------------------------------- | ---------------------------------------------------------------------- | ---------------------------------------------------------------------- | ---------------------------------------------------------------------- | ---------------------------------------------------------------------- | ---------------------------------------------------------------------- | ---------------------------------------------------------------------- | ---------------------------------------------------------------------- | ---------------------------------------------------------------------- | ---------------------------------------------------------------------- | ---------------------------------------------------------------------- | ---------------------------------------------------------------------- | ---------------------------------------------------------------------- |
|                                                                        | Akcja Wyborcza Solidarność                                             | 154 958                                                                | 154 958                                                                | 77 479                                                                 | 51 653                                                                 | 38 740                                                                 | 30 992                                                                 | 25 826                                                                 | ...                                                                    | 17 218                                                                 | 5                                                                      | 4,34                                                                   |
|                                                                        | Sojusz Lewicy Demokratycznej                                           | 75 880                                                                 | 75 880                                                                 | 37 940                                                                 | 25 293                                                                 | 18 970                                                                 | 15 176                                                                 | 12 647                                                                 | ...                                                                    | 8431                                                                   | 2                                                                      | 2,12                                                                   |
|                                                                        | Unia Wolności                                                          | 56 159                                                                 | 56 159                                                                 | 28 080                                                                 | 18 720                                                                 | 14 040                                                                 | 11 232                                                                 | 9360                                                                   | ...                                                                    | 6240                                                                   | 2                                                                      | 1,57                                                                   |
|                                                                        | Polskie Stronnictwo Ludowe                                             | 17 388                                                                 | 17 388                                                                 | 8694                                                                   | 5796                                                                   | 4347                                                                   | 3478                                                                   | 2898                                                                   | ...                                                                    | 1932                                                                   | 0                                                                      | 0,49                                                                   |
|                                                                        | Ruch Odbudowy Polski                                                   | 17 295                                                                 | 17 295                                                                 | 8648                                                                   | 5765                                                                   | 4324                                                                   | 3459                                                                   | 2883                                                                   | ...                                                                    | 1922                                                                   | 0                                                                      | 0,48                                                                   |
| Ogółem                                                                 | Ogółem                                                                 | 321 680                                                                | —                                                                      | —                                                                      | —                                                                      | —                                                                      | —                                                                      | —                                                                      | —                                                                      | —                                                                      | 9                                                                      | 9                                                                      |